# Cazalla de la Sierra
Cazalla de la Sierra település Spanyolországban, Sevilla tartományban. Cazalla de la Sierra Alanís, Almadén de la Plata, San Nicolás del Puerto, Constantina, El Pedroso, El Real de la Jara, Monesterio, Fuente del Arco és Guadalcanal községekkel határos. Lakosainak száma 4629 fő (2024).

## Népesség
A település népessége az elmúlt években az alábbi módon változott:
| Lakosok száma | 5154 | 5204 | 5095 | 5034 | 5083 | 5038 | 4849 | 4718 | 4700 | 4629 |
|               | 2001 | 2004 | 2007 | 2009 | 2012 | 2014 | 2017 | 2019 | 2022 | 2024 |